# ألين سومنر
ألين سومنر (بالإنجليزية: Eliot Sumner) هي عازفة قيثارة ومغنية وممثلة بريطانية، ولدت في 30 يوليو 1990 في بيزا في إيطاليا.

## أعمال

### أفلام
- (2007) ستاردست

## وصلات خارجية
- ألين سومنر على موقع IMDb (الإنجليزية)
- ألين سومنر على موقع روتن توميتوز (الإنجليزية)
- ألين سومنر على موقع ألو سيني (الفرنسية)
- ألين سومنر على موقع ميوزك برينز (الإنجليزية)
- ألين سومنر على موقع ميوزك برينز (الإنجليزية)
- ألين سومنر على موقع ميوزك برينز (الإنجليزية)
- ألين سومنر على موقع أول ميوزيك (الإنجليزية)
- ألين سومنر على موقع ديسكوغز (الإنجليزية)
- ألين سومنر على موقع ديسكوغز (الإنجليزية)
- ألين سومنر على موقع ديسكوغز (الإنجليزية)